# Moasen
Moasen är en sjö i Ljusdals kommun i Hälsingland och ingår i Ljusnans huvudavrinningsområde. Sjön har en area på 0,255 kvadratkilometer och ligger 232,9 meter över havet. Sjön avvattnas av vattendraget Våsån.

## Delavrinningsområde
Moasen ingår i det delavrinningsområde (689794-148554) som SMHI kallar för Utloppet av Moasen. Medelhöjden är 259 meter över havet och ytan är 2,19 kvadratkilometer. Räknas de 14 avrinningsområdena uppströms in blir den ackumulerade arean 86,9 kvadratkilometer. Våsån som avvattnar avrinningsområdet har biflödesordning 3, vilket innebär att vattnet flödar genom totalt 3 vattendrag innan det når havet efter 183 kilometer. Avrinningsområdet består mestadels av skog (55 procent). Avrinningsområdet har 0,25 kvadratkilometer vattenytor vilket ger det en sjöprocent på 11,5 procent.